# Chłopskie wesele
Chłopskie wesele (niderl. De boerenbruiloft) – obraz olejny niderlandzkiego malarza Pietera Bruegla.

## Opis obrazu
Tematem obrazu jest wesele wiejskie. Przyjęcie odbywa się w stodole, na ścianie wiszą snopki siana lub zboża oraz grabie wskazujące na prace przy żniwach. Przy stole, pod koroną siedzi panna młoda. Pana młodego nie widać. Na pierwszym planie dwaj słudzy niosą na drzwiach talerze z zupą. W ówczesnym czasie podstawowym daniem był chleb, owsianka i zupa. Najważniejszymi postaciami są jednak goście.
W rzeczywistości obraz przedstawia nie tyle wesele chłopskie, co ludzi siedzących za stołem w chwili spożywania posiłku. Innowacyjność Bruegla polegała na sposobie ukazania sceny. Dotychczas malarze przedstawiając ucztę, nigdy nie przedstawiali postaci w trakcie jedzenia. Widz nie widział łyżek, jedzenia przy ustach i samego posilania się. Najczęściej bohaterowie siedzieli przed talerzami konwersując. Bruegel złamał te zasady koncepcji sztuki, robiąc coś odwrotnego. Ukazał ludzi nie wyidealizowanych, lecz w sposób zwyczajny, pospolity ze wszystkimi ich przywarami podczas jedzenia. Bohaterzy Bruegla trzymają łyżki w ustach, inni dzierżą kufle przy ustach, pijąc piwo. Na pierwszym planie, na dole siedzi dziecko w czerwonym kapturze i oblizuje palce. Podobną scenę można zobaczyć w jego dziele Żniwa.